# 湍水头镇
湍水头镇，是中华人民共和国山西省吕梁市临县下辖的一个乡镇级行政单位。

## 行政区划
湍水头镇下辖以下地区：
湍水头村、沐浴村、南岭村、琵琶耳村、高家庄村、西阳村、黄家坡村、后南沟村、上南沟村、中南沟村、塄头村、薛家山村、霍家墕村、黄家沟村、班家洼村、霍家岭村、张家庄村、龙水头村、邓家塔村和光裕堂村。